# Serrat de les Comes (Bellver de Cerdanya)
El Serrat de les Comes és una serra situada al municipi de Bellver de Cerdanya, a la comarca de la Baixa Cerdanya, amb una elevació màxima de 1.622 metres.